# 马河畔马雷
马河畔马雷（法語：Marest-sur-Matz，法語發音：[maʁɛ syʁ ma]）是法国瓦兹省的一个市镇，属于贡比涅区。

## 地理
马河畔马雷（49°30'31"N, 2°49'27"E）面积3.25 平方千米，位于法国上法蘭西大區瓦兹省，该省份为法国北部内陆省份，北起索姆省，西接厄尔省和滨海塞纳省，南至塞纳-马恩省和瓦兹河谷省，东临埃纳省。
与马河畔马雷接壤的市镇（或旧市镇、城区）包括：舍万库尔、埃兰库尔-圣玛格丽特、梅利科克、旺代利库尔、维莱叙库丹。
马河畔马雷的时区为UTC+01:00、UTC+02:00（夏令时）。

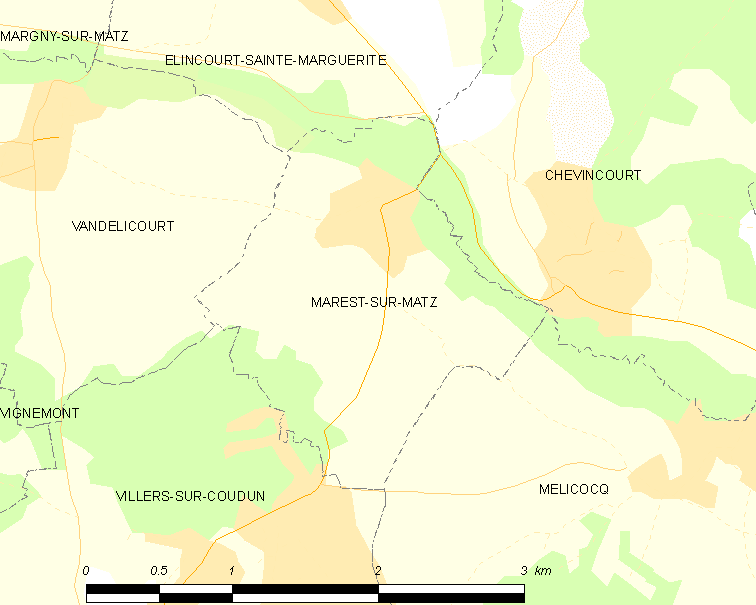
马河畔马雷的OSM定位图

## 行政
马河畔马雷的邮政编码为60490，INSEE市镇编码为60378。

## 政治
马河畔马雷所属的省级选区为图罗特县。

## 人口

1962-2008年间马河畔马雷人口变化图示

马河畔马雷于2022年1月1日时的人口数量为377人。